# Mischocyttarus rhadinomerus
Mischocyttarus rhadinomerus är en getingart som beskrevs av Cooper 1997. Mischocyttarus rhadinomerus ingår i släktet Mischocyttarus och familjen getingar. Inga underarter finns listade i Catalogue of Life.